# Zyras perreti
Zyras perreti – gatunek chrząszcza z rodziny kusakowatych i podrodziny rydzenic.
Gatunek ten opisał po raz pierwszy w 1996 roku Roberto Pace na łamach „Revue suisse de Zoologie”. Jako lokalizację typową wskazano Góry Aberdare w Kenii. Epitet gatunkowy nadano na cześć Jean-Luca Perreta.
Chrząszcz o mocno błyszczącym, wydłużonym w zarysie ciele długości 8,4 mm. Głowa jest rudobrązowo ubarwiona, wyraźnie siateczkowana, ostro punktowana. Czułki mają człony pierwszy, drugi i trzeci rudożółte, pozostałe człony zaś rudobrązowe. Rude przedplecze ma powierzchowne punktowanie oraz niezatarte siateczkowanie. Rudobrązowe pokrywy mają niezatarte siateczkowanie. Kolor odnóży jest rudożółty. Odwłok jest siateczkowany, rudy z rudobrązowymi czwartymi i piątym z wolnych urotergitów.
Owad afrotropikalny, znany wyłącznie z Kenii. Spotkany na rzędnych 2300 m n.p.m.